# Spanish Movie
Pour plus de détails, voir Fiche technique et Distribution.
Spanish Movie (Film espagnol) est un film parodique réalisé par l'Espagnol Javier Ruiz Caldera et écrit par Paco Cabezas.
La production (similaire à la saga des Scary Movie) est une parodie des succès espagnols au box-office, comme Les Autres, L'Orphelinat, Capitaine Alatriste, Le Labyrinthe de Pan, Ouvre les yeux, Les lundis au soleil, Volver, Mar adentro et REC.
Le tournage débuta le 23 février 2009 à Barcelone et le film sortit en Espagne le 4 décembre 2009.
C'est la première fois que Leslie Nielsen apparaît dans un film espagnol, en l'occurrence avec un caméo.

## Fiche technique
- Titre original : Spanish Movie
- Titre francophone : Film espagnol
- Musique : Fernando Velázquez
- Production: Alvaro Augustín, Eneko Lizarraga, Francisco Sánchez Ortiz et Javier Méndez
- Budget : 3,3 millions d'euros
- Langue : espagnol
- Date de sortie : 2009

## Distribution
- Alexandra Jiménez : Ramira
- Silvia Abril : Laura
- Carlos Areces : Pedro
- Joaquín Reyes : Fauno
- Eduardo Gómez : Diego
- Michelle Jenner : Hada
- Laia Alda : Ofendia
- Leslie Nielsen : Le docteur Nielsen
- Miguel Ángel Jenner : Trailer
- José Jiménez Fernández (Joselito) : El José

## Voir également
- 2000 : Scary Movie (Film de peur), de Keenen Ivory Wayans
- 2001 : Scary Movie 2 (Film de peur 2), de Keenen Ivory Wayans
- 2003 : Scary Movie 3 (Film de peur 3), de David Zucker
- 2006 : Scary Movie 4 (Film de peur 4), de David Zucker
- 2006 : Sexy Movie (Film d'amour), de Aaron Seltzer
- 2007 : Big Movie (Film Épique), de Aaron Seltzer
- 2008 : Spartatouille (Meet the Spartans) de Jason Friedberg et Aaron Seltzer
- 2008 : Super Héros Movie (Film de super-héros), de Craig Mazin
- 2013 : Scary Movie 5 (Film de peur 5), de David Zucker